# 大雄 (佛教)
大雄（又譯為摩訶毗羅）又稱世雄。在古印度諸宗教中，是個宗教上的尊稱，如耆那教就稱其教主伐達摩那為大雄。在佛教中，以大雄作為釋迦牟尼的稱號之一。

## 概論
因為佛陀具備十力，降伏四魔，無有畏懼，故稱大雄。《妙法蓮華經》、《金毘羅童子威德經》、《大乘理趣六波羅蜜多經》、《中阿含·釋問經》、《長部·帝釋所問經》和南傳《佛種姓經》等，皆以大雄的稱號，來稱呼佛陀。寺院中，供奉釋迦牟尼的主殿，因此也被稱為大雄寶殿。
佛教與耆那教共用許多共通的宗教稱號，如皆稱呼自己的宗教聖典為「阿含」，也同樣以佛陀（覺悟者）、耆那（勝者）、大雄（偉大的英雄）、如來、阿羅漢、薄伽梵等詞作為究竟解脫聖者的稱謂。